# Meshullam Solomon
Israel Meshullam Solomon (* 1723 in Altona, Hamburg als Israel Meshullam Zalman Emden; gestorben 1794 in Hamburg) war einer von zwei rivalisierenden Oberrabbinern des Vereinigten Königreichs und Rabbiner der Hambro-Synagoge.

## Leben
Solomon war der Sohn von Jacob Emden, dem Enkel von Zwi Hirsch Aschkenasi. Nachdem er zum Rabbiner in Pidhajzi ernannt worden war, erfolgte 1764 die Berufung an die Hambro-Synagoge in London, als Oberrabbiner Hirschel Levin 1764 London verlassen hatte. Die Vereinbarung, dass der Nachfolger sowohl von der Großen Synagoge von London als auch von der Hambro-Synagoge gemeinsam ernannt und unterhalten werden sollte scheiterte. Die Große Synagoge ernannte David Tevele Schiff zum Oberrabbiner, während die Hambro-Synagoge Israel Meshullam Zalman (Schiffs Cousin) ernannte, der in England als Meshullam Solomon bekannt wurde. Jeder rivalisierende Oberrabbiner versuchte, die Autorität zu beanspruchen, was zu einer Spaltung des Londoner Rabbinats führte, sodass die Juden in den Provinzen verwirrt waren, welchem Oberrabbiner sie folgen sollten. Solomon war sich seiner rechtmäßigen Vorherrschaft sicher, da ihm zwei Synagogen in London folgten; Schiff jedoch nur eine, jedoch eine größere und reichere Synagoge. Solomon betrachtete Schiff als Usurpator und bezeichnete sich als „Rabbi von London und den Provinzen“. 1777 veröffentlichte Solomon die Übersetzung einer Predigt, die er 1776 für den Erfolg der British Army während des Amerikanischen Unabhängigkeitskrieges gehalten hatte. Dies war die erste Rede in einer aschkenasischen Synagoge Englands, die der Öffentlichkeit in gedruckter Form zur Verfügung gestellt wurde.
Seine 1774 gefällte Entscheidung, einen 1768 in Amsterdam ausgestellten Scheidebrief für ungültig zu erklären, führte zum offenen Konflikt mit dem sephardischen Gelehrten Shalom Ben Moses Buzaglo. 1778 erregten seine eigenen Eheprobleme in der britischen Presse Aufmerksamkeit. In der Zwischenzeit verschlechterten sich Solomons Beziehung zu seiner Gemeinde, die das Gehalt für einen eigenen Rabbiner nicht mehr aufbringen konnten. 1780 verließ Solomon aus unbekannten Gründen London, um sein Wirken in Russland weiterzuführen, obwohl es der Hambro-Synagoge gelang, sein Gehalt auf 150 Pfund zu erhöhen und ihm 50 Pfund für Reisekosten und 120 Pfund für die Einrichtung eines Hauses in London zu gewähren. Solomons Abreise aus England beendete den 1765 begonnenen Streit. Das Rabbinat der Großen Synagoge wurde von dieser Zeit an von allen jüdischen Gemeinden der Provinzstädte anerkannt, die Autorität von David Tevele Schiff wurde bis zu seinem Tod 1791 vorbehaltlos akzeptierten.
Solomon starb 1794 in Hamburg.